# Загулан
Загулан (бур. Зуһалан(г)) — деревня в Качугском районе Иркутской области России. Входит в состав Ангинского муниципального образования. Находится примерно в 40 км к востоку от районного центра.

## Топонимика
По мнению Геннадия Бутакова, название происходит от бурятского зуһалан(г) — «летнее местожительство», «летнее стойбище», «летовка», «летник»

## Население
По данным Всероссийской переписи, в 2010 году в деревне проживали 4 человека (1 мужчина и 3 женщины). В 2013 году в деревне проживал один житель. 